# Національний парк Вахан
Національний парк Вахан — національний парк в Афганістані. Парк, заснований у 2014 році, охоплює весь район Вахан, що простягається вздовж Ваханського коридору між горами Памір та Гіндукушем, що межує з Таджикистаном на півночі, Пакистаном на півдні та Китаєм на сході. Рослинний і тваринний світ становить близько 600 видів рослин, снігового барса, рисі, вовка, бурого ведмедя, куницю, червону лисицю, кота Палласа, козерога, овець Марко Поло та урії. Нині головною загрозою є віддалене та значною мірою над верхньою межею лісу браконьєрство та надмірне випасання худоби, а не видобуток та вирубка лісу. У цьому районі проживає 13 000 ваханців та 1500 киргизів.